# Peter-Paul Pigmans
Peter-Paul Pigmans (Berkel-Enschot, Països Baixos, 31 de gener de 1961 - Rotterdam, Països Baixos, 27 d'agost de 2003) fou músic i productor del gènere gabber, popularment conegut amb el pseudònim 3 Steps Ahead.
Nascut a Berkel, la seva música és àmpliament coneguda com una de les més innovadores del gènere gabber; mentre la majoria de productors gabber preferien uns sons més bruts i poca virtuositat a l'hora de compondre, la música de Pigmans tenia una part tècnica molt rellevant, i era habitual trobar elements atmosfèrics en les seves obres, cosa poc habitual en el seu temps. També era conegut pels seus espectacles etiquetats com a salvatges.
A Pigmans li van diagnosticar un tumor cerebral l'any 1999. El 18 de juliol de 2003, a l'estadi Hemkade, Zaandam, diversos productors neerlandesos van iniciar un event amb la intenció de recaptar fons per ajudar a pagar els tractaments els quals necessitava, anomenat "3 Steps Ahead 4 Life" on hi va actuar l'escena més rellevant del gabber neerlandès (sense ànim de lucre, tots els ingressos van ser destinats als tractaments amb l'esperança de curar-lo) i van mostrar respecte envers Pigmans. Un parell de setmanes més tard, morí. El mateix dia de la seva defunció, Jessica de Wit (cònjuge) va fer pública una carta agraint tot el suport rebut durant la seva lluita contra el càncer. A la carta dona detalls sobre els seus últims dies, per exemple, explica que gràcies als diners rebuts del festival en suport seu van poder millorar la seva estada a l'hospital. Dos mesos després al festival anual de Thunderdome van començar amb un minut de silenci en memòria seva.
Va ser escollit a la Thunderdome Hall of Fame. Dos dels seus temes van ser utilitzats a la pel·lícula Brüno (2009): Thunderdome Till We Die i Stravinky's Bass
Les seves actuacions es trobaven principalment als Països Baixos, on hi vivia i treballava. Va realitzar un total de 106 actuacions a diferents sales, clubs, espais oberts i discoteques. La seva primera actuació té lloc l'any 1994 a Sporthalle Köln, una instal·lació esportiva ubicada a Colònia, Alemanya on ID&T hi va celebrar un festival de música hardcore amb el ja conegut nom de Thunderdome, festival que ja s'havia celebrat als Països Baixos amb anterioritat. La seva última actuació és realitzada a Vechtsebanen, Utrecht l'any 2000 al festival Hardcore Resurrection organitzat també per ID&T. Després d'aquesta actuació va deixar els escenaris a causa del càncer, però no va deixar de produir-lo, de fet, va treure més d'un tema després de rebre la notícia.

## Discografia[6]
Al llarg de la seva carrera, Pigmans va elaborar dos àlbums de llarga durada, Junkie i Most Wanted & Mad en format CD, tres EP i quatre senzills.
| • Step 1 (Vinil) (1994) |
| --- |
| (Step – STEP 1) Cara A 1. This Is The Thunderdome 2. Motherfuckers You're Gonna Die Cara B 1. Don't Mess With Me! 2. Adrift (TGV Mix) |

| • Step 2 (Vinil) (1994)                                                                       |
| --------------------------------------------------------------------------------------------- |
| (Step – STEP 2) Cara A 1. S.O.B. 2. Hardcore Cara B 1. Disobedience 2. Please Make Love To Me |

| • Step 3 (Vinil) (1994)                                                                                                 |
| --- |
| (Step – STEP 3) Cara A 1. We Need Things That Make Us Go (Senna's Drive Mix) Cara B 1. Stravinsky's Bass 2. Get Me Sexy |

| • Drop It (Vinil) (1996) |
| --- |
| (Pengo Records – PENGO 012) Cara A 1. Drop It (Original Mix) 2. Drop It (Ender Mix) Cara B 1. Money In My Pocket 2. So Much Trouble |

| • Hakkûh (Vinil) (1996) |
| --- |
| (ID&T – NL 008115) Cara A 1. Hakkûh (Loud Play Mix) 2. Hakkûh (Original Mix) Cara B 1. Hakkûh (Pulp Mix) 2. Gabbers Unite (Long Mix) 3. Gabbers Unite (Spoken Version) |

| • Gangster (Vinil) (1996)                                                                                             |
| --- |
| (Bad Vibes Records – BAD 016) Cara A 1. Gangster (Feel So Good) 2. Crazy Cara B 1. In The Name Of Love 2. Me So Horny |

| • It's Delicious (Vinil) (1996) |
| --- |
| (D&T – NL 9280) Cara A 1. It's Delicious (Buzz Fuzz Mix) 2. It's Delicious (Original Mix) 3. I'm A H.C.M.F. (Org. Mix) Cara B 1. I'm A H.C.M.F. (DJ Promo Mix) 2. Thunderdome Till We Die 3. Put Your Hands Up (12 Mix) 4. It's Delicious (Vocal Mix) |

| • Paint It Black (Vinil) (1998) |
| --- |
| (ID&T – 7000137, ID&T – 7000138, ID&T – 70001385) Cara A 1. Paint It Black (DJ Mix) 2. Paint It Black (Single Mix) Cara B 1. Mindblower 2. Your Secret Fantasy |

### Àlbums
| • Most Wanted & Mad (1997) |
| --- |
| (ID&T – ID&TCOMP002/A, ID&T – 007750) 1. Welcome To Planet Steps 2. Gabbers Unite (Long Mix) 3. Crazy 4. Interview With Channel 4 5. It's Delicious (Original Mix) 6. Money In My Pocket 7. So Much Trouble 8. My Mind Is Gone 9. Hakkûh (Loud Play Mix) 10. Put Your Hands Up 11. Gangster (Feel So Good) 12. Most Wanted & Mad 13. I'm A Gabber 14. Cyberspace, Is Where I Live 15. In The Name Of Love 16. Drop It (Live TD '96) 17. Thunderscream (Thunder Anthem) 18. What's This? (Found A Tape) 19. The Sexy-Bass Mix |

| • Junkie (4 Life) (Doble CD) (2000) |
| --- |
| (ID&T – 7003022) - CD1 - #Kick Off - #Cloud 9 - #Wanna Have Sex?! - #I'm A H.C.M.F. (Original Mix) - #Believe In Me (Fellow Mix) - #Believe In Me - #House From Hell - #Sound Of The Underground - #Floating Body - #Hard Tek - #Bad - #Junkie (Natural Mix) - #Junkie - #Paint It Black (Single Edit) - #Obsession - #What Have I Done - CD2 - # Mindblower - # Hardcore - # Wanna Be Famous? - # I Just Love To Get Stoned - # Fuk The Police - # M.D. Is A F.M. - # Funny - # Goodtime - # We Fuck Up Beats - # Midnight Tonight - # Thunderdome Till We Die - # Gabbertime - # Studio Chat - # Strictly Business - # Future Shock - # Kick Out |

### EPs
| • In the Name of Love - EP (Negative A Refix) (2010)                                                              |
| --- |
| (Derailed Traxx.Black – DTBC005D) 1. In The Name Of Love (Original Mix) 2. In The Name Of Love (Negative A Refix) |

### Aparició a la col·lecció de CDs Thunderdome
- Thunderdome VI - From Hell to Earth (1993)
  - CD1: 02 - Hardcore
  - CD2: 04 - This Is The Thunderdome
  - CD2: 17 - SOB
- Thunderdome VII - Injected With Poison (1994)
  - CD1: 05 - Stravinsky's Bass
  - CD2: 05 - We Need Things That Make Us Go
- Thunderdome VIII - The Devil in Disguise (1995)
  - CD2: 05 - Action
- Thunderdome XI - The Killing Playground (1995)
  - CD1: 11 - Drop It (Original Mix)
- Thunderdome XIII - The Joke's On You (1996)
  - CD1: 12 - In The Name Of Love
  - CD2: 03 - Crazy
- Thunderdome XIV - Death Becomes You (1996)
  - CD1: 13 - Hakkuh
- Thunderdome XV - The Howling Nightmare (1996)
  - CD1: 16 - Gabbers Unite
- Thunderdome XVI - The Galactic Cyberdeath (1997)
  - CD1: 19 - Thunderdome Till We Die
- Thunderdome XVII - Messenger Of Death (1997)
  - CD1: 18 - Gabbertime
- Thunderdome XVIII - Psycho Silence (1997)
  - CD1: 06 - Love To Get Stoned
- Thunderdome XIX - Cursed By evil Sickness (1997)
  - CD2: 06 - Good Time
- Thunderdome XX (1998)
  - CD2: 13 - Fuk The Police
- Thunderdome Chapter XXI (1998)
  - CD1: 13 - Mindblower
- Thunderdome Chapter XXII (1998)
  - CD1: 08 - Paint It Black (DJ mix)
- Thunderdome - A Decade - Live (2002)
  - CD1: 12 - Strictly Business (3 Steps Ahead Tribute)
  - CD1: 13 - Gangster (3 Steps Ahead Tribute)
- Thunderdome Live at Mystery Land, The 4th of July 1998 (1998)
  - CD2: 01 - Hell Blow (Intro)
  - CD2: 02 - Mindblower
  - CD2: 03 - Money In My Pocket
  - CD2: 04 - Fuck The Police
  - CD2: 05 - Paint It Black
- Thunderdome 2003 Green (2003)
  - CD1: 17 - In The Name Of Love (Marc Acardipane's Remember The Phuture Mix)
- Thunderdome '96 - Dance or Die! (1996)
  - CD2. 02 - 3 Steps Ahead
- Thunderdome '97 (1997)
  - CD2: 01 - Live
- Thunderdome - The X-Mas Edition (1994)
  - 18 - It's X-Mas
- Thunderdome - The Final Exam (2012)
  - CD1: 23 - Drop It
- Thunderdome - The Essential '92-'99 Collection (1999)
  - CD2: 14 - Drop It
  - CD4: 12 - Cloud 9
- Thunderdome - The Best Of 1996 (1996)
  - CD1: 27 - Motherfuckers You're Gonna Die
  - CD2: 02 - Drop It (Original Mix)
  - CD3: 26 - Drop It
  - CD3: 31 - In The Name Of Love
- Thunderdome - The Best Of 98 (1998)
  - CD1: 04 - It's Delicious
  - CD2: 12 - Mindblower
- Thunderdome - Past, Present, Future (1999)
  - CD1: 01 - Intro: Past, Present, Future
  - CD2: 16 . Outro
- Thunderdome - Hardcore Will Never Die 'The Best Of' (1995)
  - CD1: 06 - Hardcore
  - CD2: 11 - This Is The Thunderdome
- Thunderdome - Hardcore Rules The World (1999)
  - CD1: 12 - Wanna Have Sex?!
- Thunderdome - Global Hardcore Nation (1997)
  - CD2: 03 - 3 Steps Ahead